# テオベルト・マーラー

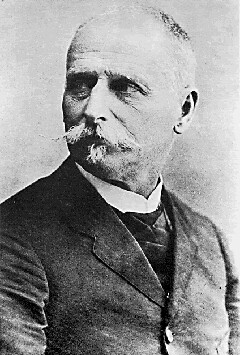
1895年ごろのマーラー

テオベルト・マーラー（Teobert Maler、1842年1月12日 - 1917年11月22日）は、ドイツおよびオーストリアの写真家、探検家。メキシコとグアテマラを旅行し、古代マヤ文明の約100の遺跡を訪問して多数の写真を撮影した。遺跡の多くはその後に荒廃したため、マーラーの写真は現在も重要である。

## 生涯
マーラーはローマで生まれた。父のフリードリヒはバチカンにおけるバーデン大公国の代表としてローマに滞在していた。カールスルーエ・ポリテクニークで建築と工学を学んだ後、20歳のときにウィーンで建築のための製図の職を見つけ、オーストリアの市民権を得た。
パリとロンドンを訪問した後、1864年にメキシコ皇帝として赴任するマクシミリアン大公を支援するためのオーストリア軍に参加してメキシコへ行き、帝政崩壊までの3年間で階級は大尉にのぼった。その後も帰国せず、11年間にわたってメキシコに滞在した。1874年から写真の撮影をはじめ、1875年にはテワンテペックの発掘を行った。またマヤの遺跡であるパレンケの探検も行った。
1875年に父が死亡した後、その財産をプロイセン政府が差し押えたため、問題を解決するために1878年にヨーロッパに戻った。解決には5年の年月を必要とした。この間にトルコやコーカサスに旅行している。パリの社交界で、マーラーは写真家として知られるようになった。
1885年に再びメキシコに渡った。ユカタン州のティクルに居を定め、10年間にわたってユカタン半島各地の遺跡を調査し、写真を撮影した。
1895年にはティカルを調査し、そこからパシオン川とウスマシンタ川を下って、モトゥル・デ・サン・ホセ、セイバル、ピエドラス・ネグラスなどの写真を撮影した。
1898年にアメリカ合衆国のピーボディ考古学・民族学博物館の依頼を受け、3回の探検を行ったが、同様にピーボディのためにチチェン・イッツァの調査を行っていたE.H.トンプソンの敵意にあったため、1905年に調査を中断した。このためにティカルの報告は不完全なものになっている。
晩年は貧窮にあえぎ、自分の撮影した写真を売ることで生活の足しにした。1917年、ユカタン州都のメリダで没した。

## 主な著書
1870年代のテワンテペックとパレンケの発掘についてはフランスの雑誌『La Nature』の1879年版に簡単な報告が載せられている。
ユカタン調査(Yukatekische Forschungen)は、1879年から1902年にかけてドイツの地理学雑誌『Globus』に発表された。
ピーボディ博物館の依頼で行った調査の報告は英訳され、博物館のモノグラフとして出版された。
- Researches in the central portion of the Usumatsintla Valley. Memoirs of the Peabody Museum of American Archaeology and Ethnology, Harvard University. 2.1. Cambridge, MA. (1901)
- Researches in the central portion of the Usumatsintla Valley, part second. Memoirs of the Peabody Museum of American Archaeology and Ethnology, Harvard University. 2.2. Cambridge, MA. (1903)
- Explorations of the upper Usumatsintla and adjacent region. Memoirs of the Peabody Museum of American Archaeology and Ethnology, Harvard University. 4.1. Cambridge, MA. (1908)
- Explorations of the department of Peten, Guatemala and adjacent region. Memoirs of the Peabody Museum of American Archaeology and Ethnology, Harvard University. 4.2-3. Cambridge, MA. (1908-1910)
- Explorations of the department of Peten: Tikal. Memoirs of the Peabody Museum of American Archaeology and Ethnology, Harvard University. 5.1. Cambridge, MA. (1911)

マーラーの生前に出版されなかった写真やスケッチ、調査データなどは長い間忘れ去られていたが、1971年と1997年に出版された。
- Gerdt Kutscher, ed (1971). Bauten der Maya: Aufgenommen in der Jahren 1886 bis 1905 und beschreiben von Teobert Maler. Berlin: Gebrüder Mann Verlag. ISBN 3786130035
- Ian Graham; Hanns J. Prem, ed (1997). Península Yucatán von Teobert Maler. Berlin: Gebrüder Mann Verlag. ISBN 3786117551